# Оранжевая жаба
Ора́нжевая жа́ба (лат. Incilius periglenes) — небольшая жаба, обитавшая в ограниченном районе тропических лесов Коста-Рики (около 30 км в поперечнике). Впервые она была описана в 1966 году, однако после 1989 года её никто не видел. Считается вымершим видом. Данный вид стал символом вымирающих амфибий.

## Гипотезы по поводу причины вымирания
После нескольких неудачных попыток обнаружить исчезнувших жаб в 1990-е годы (была надежда, что они могли сохраниться в подземных лужах и водоёмах) учёные стали дискутировать о возможных причинах вымирания оранжевой жабы. Наибольшую поддержку приобрели следующие версии:
- эпидемия грибковой инфекции,
- изменения в океанском течении Эль-Ниньо, вызвавшие рекордную засуху в микроареале жабы в тропических лесах, которая и погубила животных,
- увеличение ультрафиолетового излучения,
- загрязнение окружающей среды,
- вырубка лесов.

## Родственники
Ближайшие родственники оранжевых жаб, с которыми их часто путают, — золотые ателопусы. Они не столь выражено золотисто-красные, но не менее яркие и симпатичные, тоже мало изученные, проживающие в Коста-Рике, в Панаме. В народе оба вида по-простому именуют «золотыми лягушками», не делая между бесхвостыми земноводными особых различий. Золотая лягушка (в широком смысле, включая всевозможные виды и подвиды) считается национальным символом Панамы. 14 августа здесь с размахом отмечается Национальный день Золотой лягушки. В течение всего августа в Панаме проходят торжественные мероприятия, фестивали и выставки.